# Enfant Jésus
Cet article concerne principalement le personnage. Pour les hôpitaux, voir Hôpital de l'Enfant-Jésus.

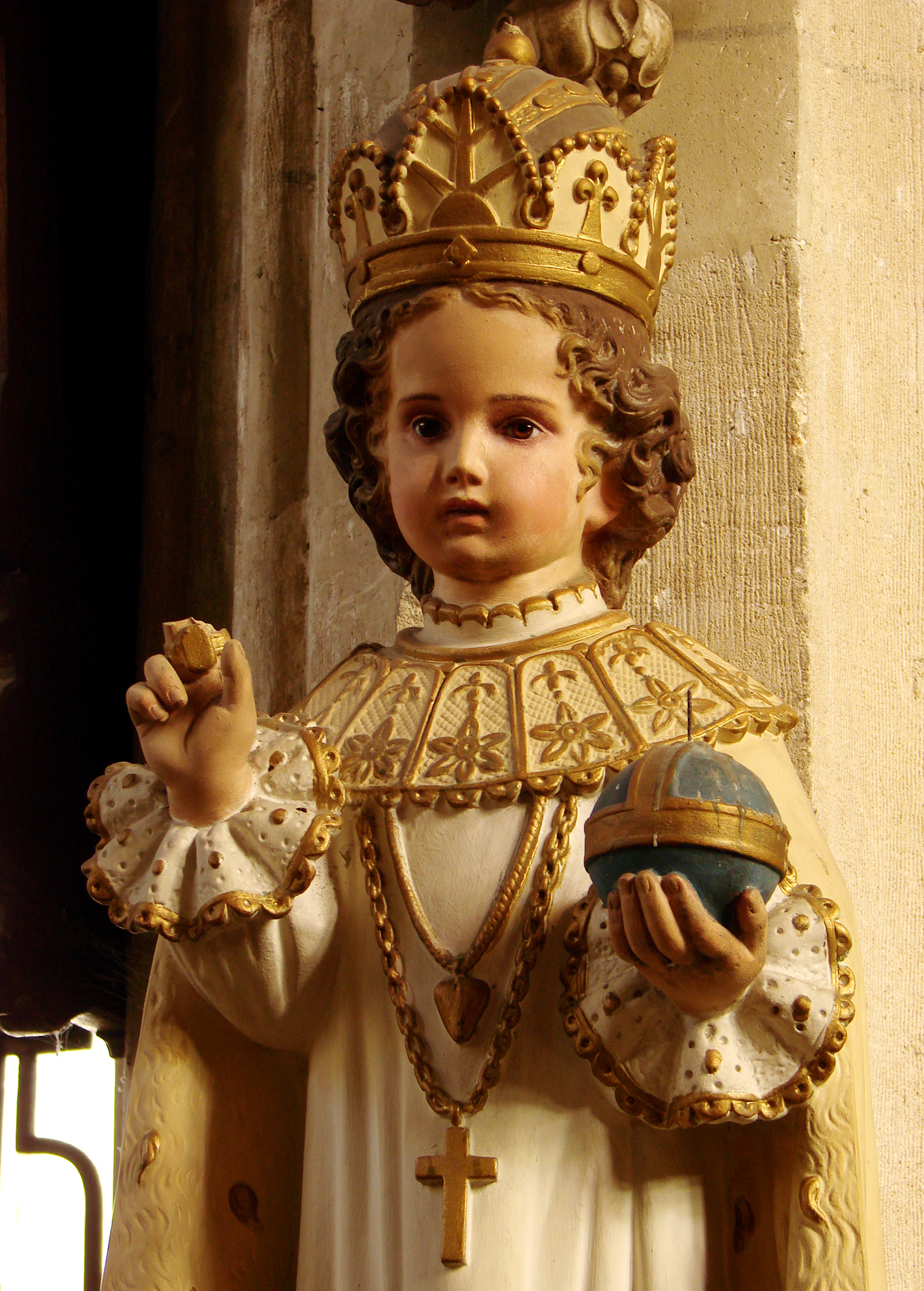
Enfant Jésus de Prague dans l'église de Joinville.

L'Enfant Jésus,, également appelé l'Enfant Dieu, l'Enfant Roi ou le Divin Enfant, est la figure de l'enfance du Christ depuis sa naissance jusqu'à l'âge de douze ans. Selon la tradition élaborée depuis les Évangiles de l'enfance, les rites de la petite enfance de Jésus se concluent par sa bar mitsvah au Temple de Jérusalem, événement qui se situe vers l'âge de 13 ans et au cours duquel il acquiert l'état de majorité religieuse. 
L'Enfant Jésus est un thème fréquent dans l'iconographie chrétienne. Il s'agit également d'une dévotion particulière du catholicisme, notamment dans la piété populaire.

## Histoire

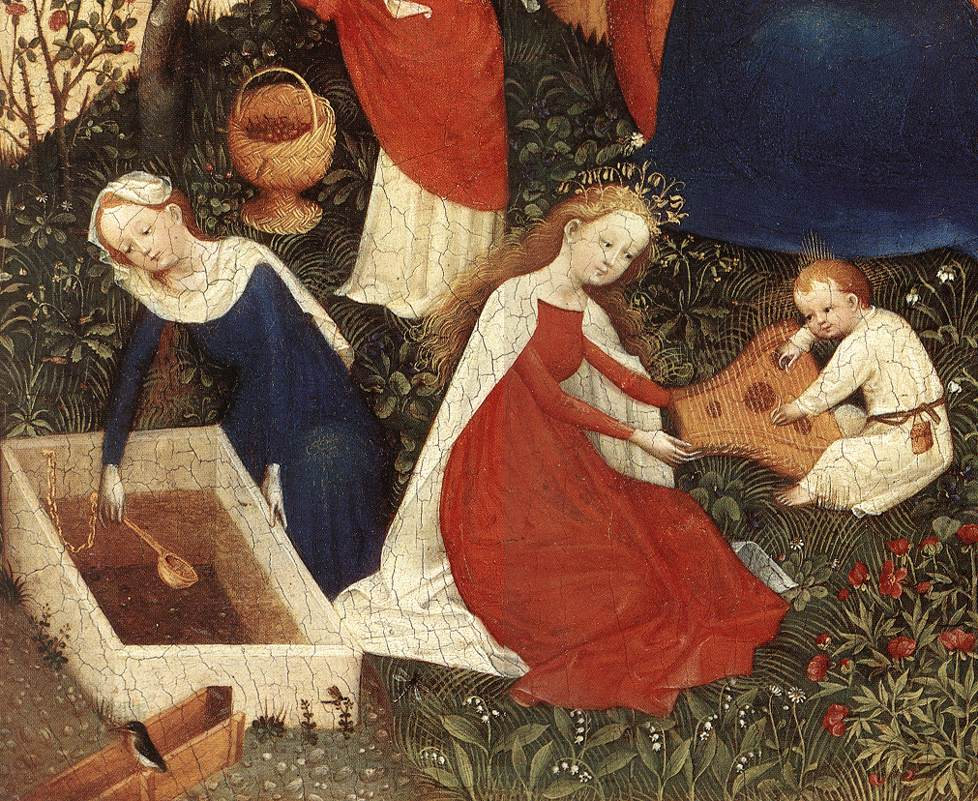
Jardin de Paradis (v. 1410-1420), le Maître du Haut Rhin. L'Enfant Jésus joue d'un psaltérion avec deux plectres.

Avec le développement du christocentrisme au Moyen Âge, une attention particulière se fixe sur les différents états du Christ dans la mystique catholique, attention favorisée par différents ordres religieux puis par les ordres mendiants, comme les Franciscains avec l'essor des crèches de Noël.

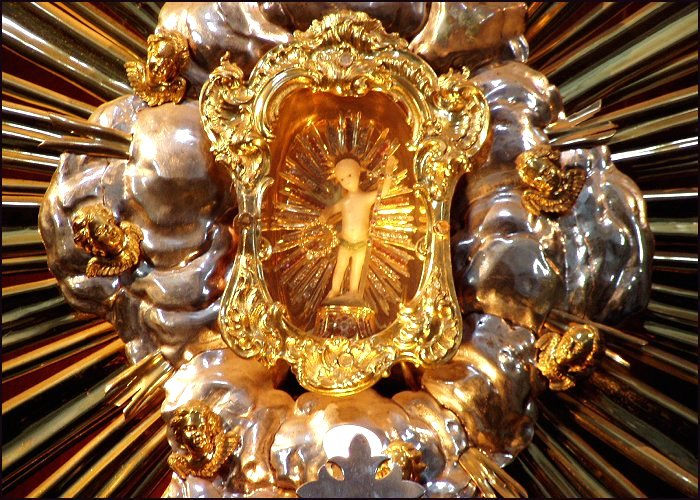
Enfant Jésus de Steyr en Autriche.

L'École française de spiritualité, sous l'impulsion du cardinal de Bérulle et de Vincent de Paul, relance cette dévotion au XVIIe siècle, voyant dans l'Enfant Jésus un modèle de charité silencieuse. C'est de façon progressive que l'attention à l'humanité du Christ se développe en France dans un climat spirituel qui était plutôt influencé par le mysticisme flamand et du Nord. La vie chrétienne consiste dès lors à adhérer à Jésus dans ses attitudes intérieures, liées à ses différentes activités et à son âge, au moins jusqu'à sa prédication au Temple à l'âge de douze ans.  

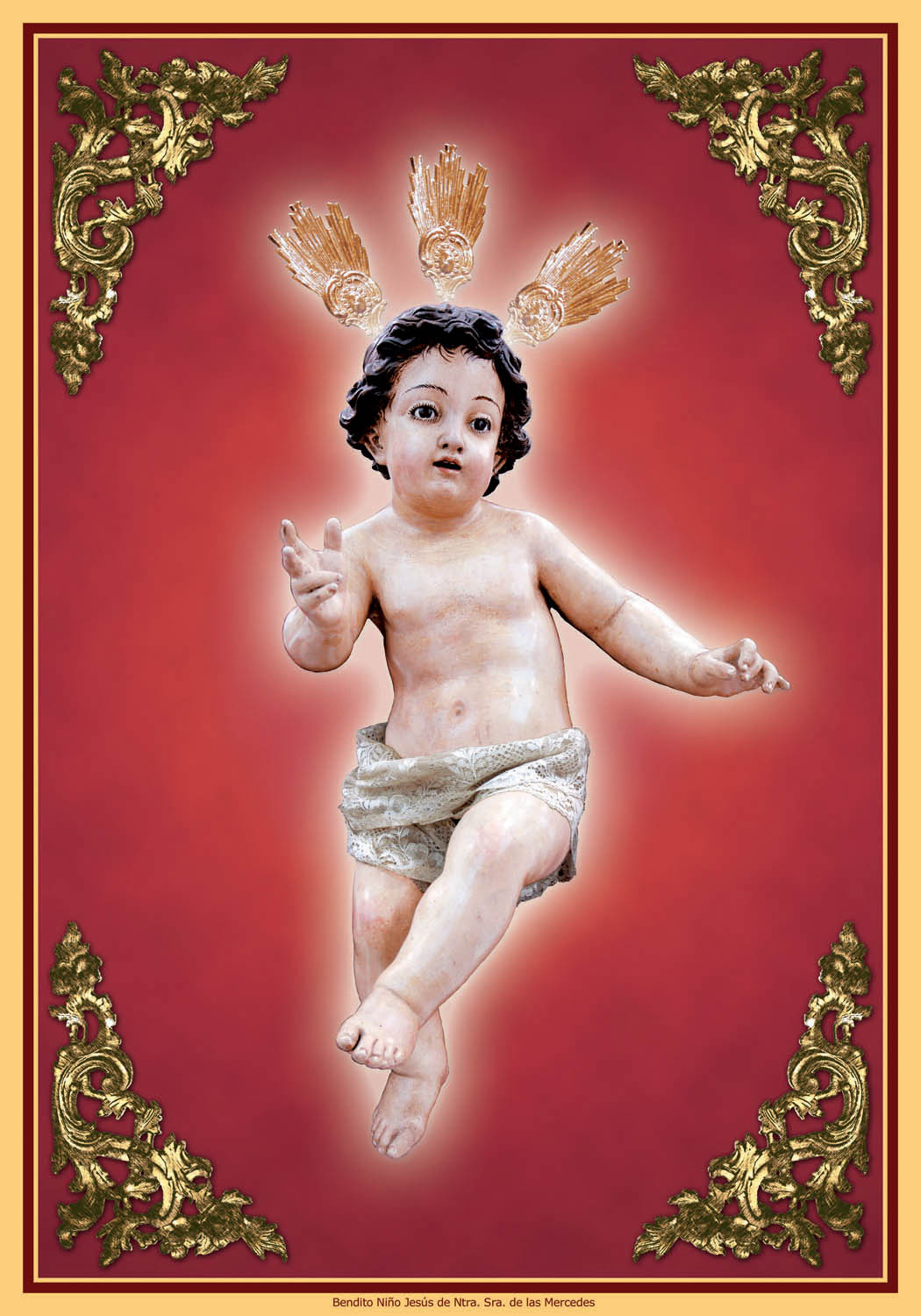
Enfant Jésus de las Mercedes en Espagne (San Fernando).

La Compagnie du Saint-Sacrement, notamment sous l'impulsion de Gaston de Renty (1611-1649), s'attache à répandre, comme Jean Eudes et les prêtres sulpiciens de Monsieur Olier à la même époque, cet aspect de la mystique catholique. L'abaissement du Verbe incarné dans l'état d'enfance est pour eux « le modèle de l'anéantissement du moi humain et de la soumission à Dieu vers quoi il aspire ». Le cœur de l’expérience chrétienne demeure cependant le mystère de Pâques. « Pour qui n’a pas vécu le chemin tracé par nos pères dans la foi, pour qui n’a pas reconnu le Fils de Dieu, que peut signifier Noël, sinon la joie de la naissance et l’accueil du tout-petit » ?
Dans le climat de la Contre-Réforme, la dévotion à l'Enfant Jésus s'étend aussi dans les pays catholiques germaniques (Christkind en Allemagne méridionale, Christkindl en Autriche) et en Bohême (l’Enfant Jésus de Prague), afin de combattre l'absence de représentation humaine du protestantisme. L'Italie baroque, ensuite sous l'influence de l'art rococo, est aussi un lieu de développement de cette mystique. L'Espagne et l'Amérique espagnole sont quant à elles depuis le début de leur évangélisation des foyers de piété populaire liée à l'enfance du Christ.
Toutefois, à la fin du XVIIIe siècle et pendant le XIXe siècle, on se détourne quelque peu de ce que l'on considère parfois comme une dévotion populaire non exempte de mièvrerie[réf. nécessaire].
À l'inverse, la canonisation de la « petite Thérèse » (Thérèse de Lisieux) suscite au XXe siècle un regain d'intérêt vers la voie d'enfance, attitude spirituelle de confiance en l'amour de Dieu et en sa Providence.

## Représentations dans l'art chrétien

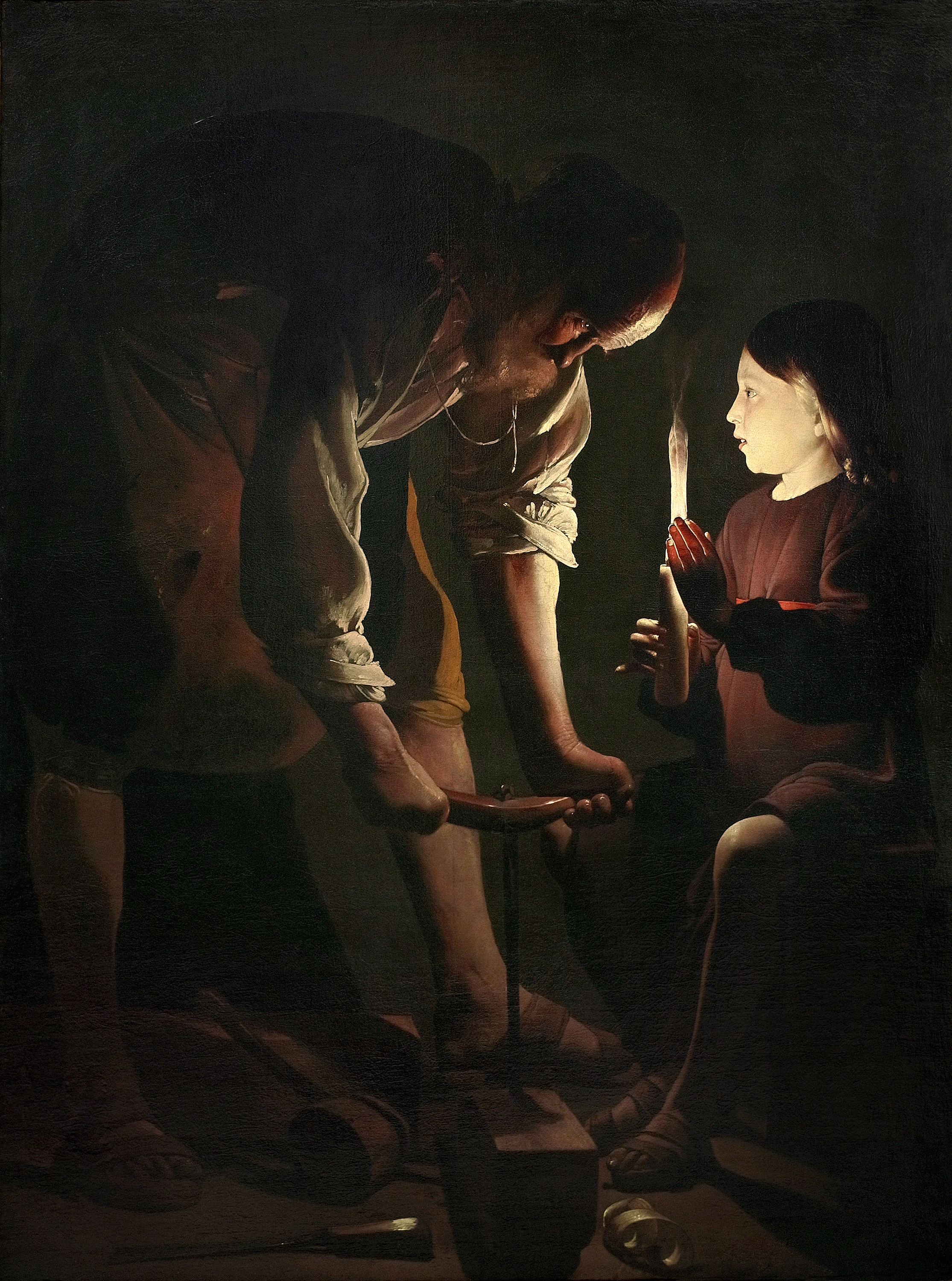
Saint Joseph charpentier travaillant à la chandelle avec son fils l'Enfant Jésus, Georges de La Tour, v. 1645.

Paradoxalement, alors que l'enfance de Jésus est presque totalement éludée par les évangélistes canoniques, « la jeunesse de Jésus a suscité une foule de supputations bientôt transformées en convictions profondes, durables et largement partagées, faisant naître à leur quantité de représentations, aussi bien dans le domaine des textes (récits apocryphes, légendes, écrits de spiritualité), que dans ceux des visions mystiques ou des beaux-arts ». Les artistes chrétiens puisent en proportion variable dans les livres canoniques et les apocryphes ou les légendes qui comblent les lacunes narratives des premiers, reçoivent un canevas voire une formation théologique ou donnent libre cours à leur imagination individuelle dans ce qu'elle a de perméable voire de soumis aux besoins, fantaisies, curiosités ou préférences spirituelles d'un courant artistique, d'une mode esthétique ou d'habitudes d'atelier.
L'Enfant Jésus (le « petit Jésus » en langue populaire) est un des thèmes les plus présents dans l'iconographie chrétienne. Le sujet de la Vierge à l'Enfant est le plus représenté de tout l'art chrétien devant la Crucifixion, alors qu'il ne fait référence à aucun texte biblique, mais est probablement le fruit d'une réutilisation d'un thème archaïque déjà présent dans la figure de la déesse égyptienne Isis allaitant Harpocrate, l'Horus enfant.
Les artistes s'inspirent de quatre grandes périodes de la vie précédant le ministère de Jésus : pur les trois premières; celle du « petit Jésus » (de sa naissance à ses deux ans environ, l'âge de son supposé sevrage), de Jésus « petit garçon » (de deux à sept ans), de Jésus « grand garçon » (de sept à douze ans, âge du recouvrement au Temple).
La péricope du recouvrement au Temple à douze ans est parfois interprétée de manière erronée comme la cérémonie de la bar-mitzvah, alors que la plupart des textes talmudiques situent la majorité religieuse et le passage au stade adulte à treize ans. La péricope doit être comprise comme la manifestation précoce de sa vocation de rabbi, à l'âge symbolique de douze ans comme le montrent les biographies grecques aussi bien que juives qui associent le topos du héros surdoué qui donne des preuves de son intelligence supérieure dès cet âge : « Cyrus, Cambyse, Alexandre et Epicure chez les Grecs ; Salomon, Samuel et Daniel chez les Juifs ».
Enfin, la quatrième période concerne Jésus jeune adulte (de douze à trente ans, ce qui correspond à sa vie cachée). « Certaines situations qui témoigneraient éloquemment de l'humanité « ordinaire » du Fils de Dieu fait homme font totalement défaut : on ne peint jamais l'enfant Jésus riant ou pleurant, à la toilette ou prenant son bain, évoluant à quatre pattes, ou bien courant, sautant, tombant ou se disputant avec des camarades ».

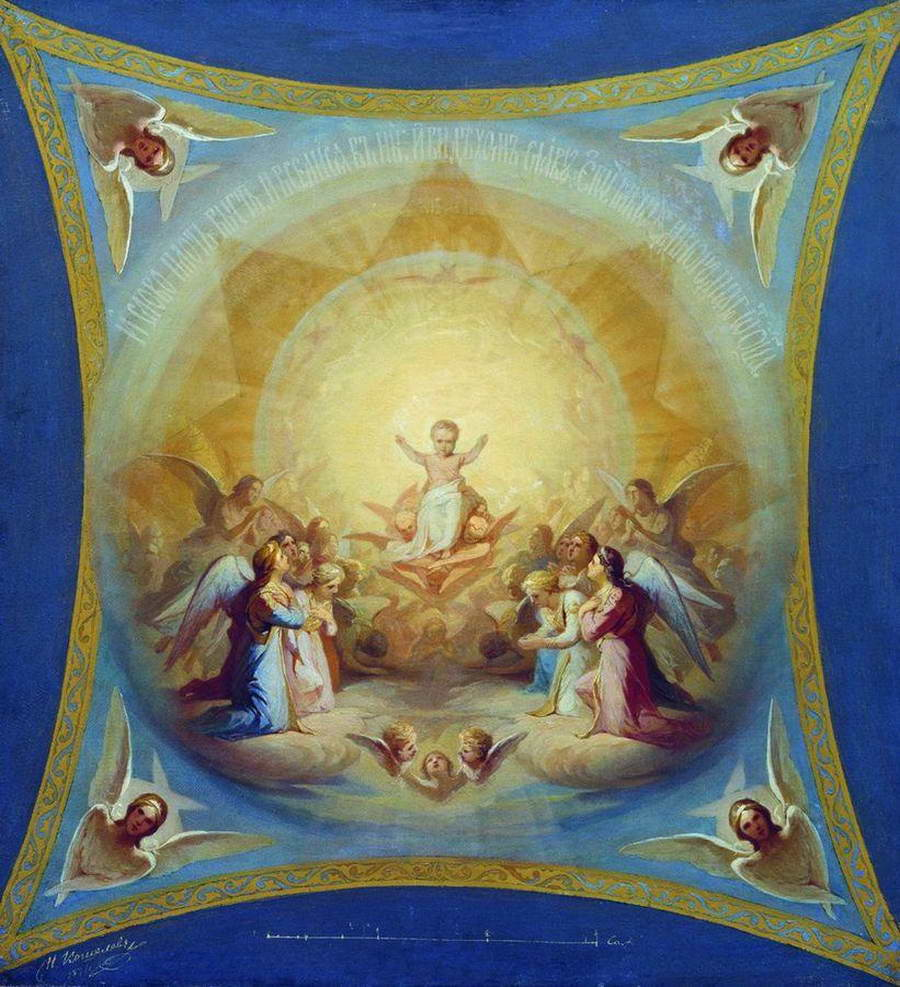
L'Enfant Jésus Pantocrator devant les Anges (1871), projet de fresque de la cathédrale du Christ-Sauveur de Moscou (musée de Nijni Novgorod).

## Églises
Plusieurs églises ont ce vocable, comme la basilique de l'Enfant Saint, la chapelle de Jésus-Enfant, l'église Gesù Bambino all'Esquilino, l'église Saint-Enfant-Jésus du Mile-End.

## Orthodoxie
L'Enfant Jésus est parfois, mais rarement, représenté seul, avec les attributs du Christ Pantocrator.